# Serafin e Joaquin Álvarez Quintero

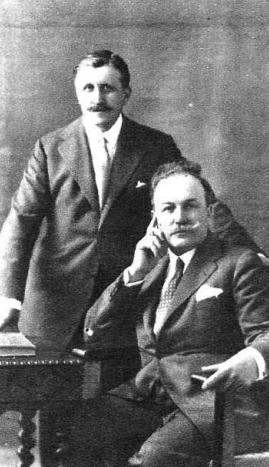
Serafín e Joaquín Álvarez Quintero

Serafín (Utrera, 26 marzo 1871 – Madrid, 12 aprile 1938) e 
Joaquin Álvarez Quintero (Utrera, 20 gennaio 1873 – Madrid, 14 giugno 1944) sono stati una coppia di fratelli spagnoli commediografi e librettisti.

## Biografia

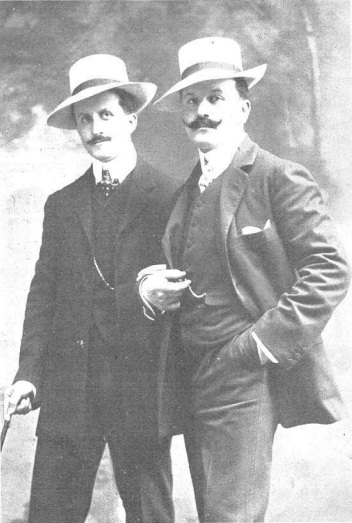
I due fratelli, fotografati da Kaulak.

Nati a Utrera si trasferirono a Siviglia, dove vissero per molto tempo come impiegati mentre collaboravano in diverse pubblicazioni come El Diablo Cojuelo e poi decisero di dedicarsi esclusivamente al teatro. Il loro debutto come autori ebbe luogo nel 1888 con Esgrima y amor (Scherma e amore) al Teatro Cervantes di Siviglia. Il successo della commedia li portò a recarsi a Madrid, dove, a partire dal 1889, realizzarono diversi pezzi comici con buon successo: Gilito (1889), Blancas y negras(1892), La media naranja(1894), La buena sombra (1895), La reja (1897), El traje de luces (1898) e El patio (1900).
Entrambi i fratelli collaborarono nella scrittura in tutte le loro opere e furono membri della Real Academia Española.
Il loro primo successo l'ottennero nel 1897 con El ojito derecho. A questo ne seguirono molti altri, specialmente Las Flores (1901), El genio alegre (1906), Malvaloca (1912), Puebla de las mujeres (1912), Las de Caín (1908) e molto dopo Mariquilla Terremoto (1930). Sono stati nominati figli prediletti di Utrera e Siviglia e cittadini adottivi di Malaga e Saragozza. Le loro opere sono state tradotte in diverse lingue e vennero rappresentate anche al Teatro Colón di Buenos Aires, per la società Guerriera-Mendoza.
Entrambi furono arrestati all'inizio della Guerra civile spagnola e detenuti a El Escorial. Serafín morì di morte naturale nel 1938 e Melchor Rodríguez dovette intercedere per consentire a sua sorella di portare un crocifisso sulla sua bara, come desiderio di Serafín (non consentito in quel momento), a causa del rifiuto dei miliziani della morgue. Joaquín morì nel 1944 e i resti di entrambi si trovano nel cimitero di San Justo a Madrid.

## Opere

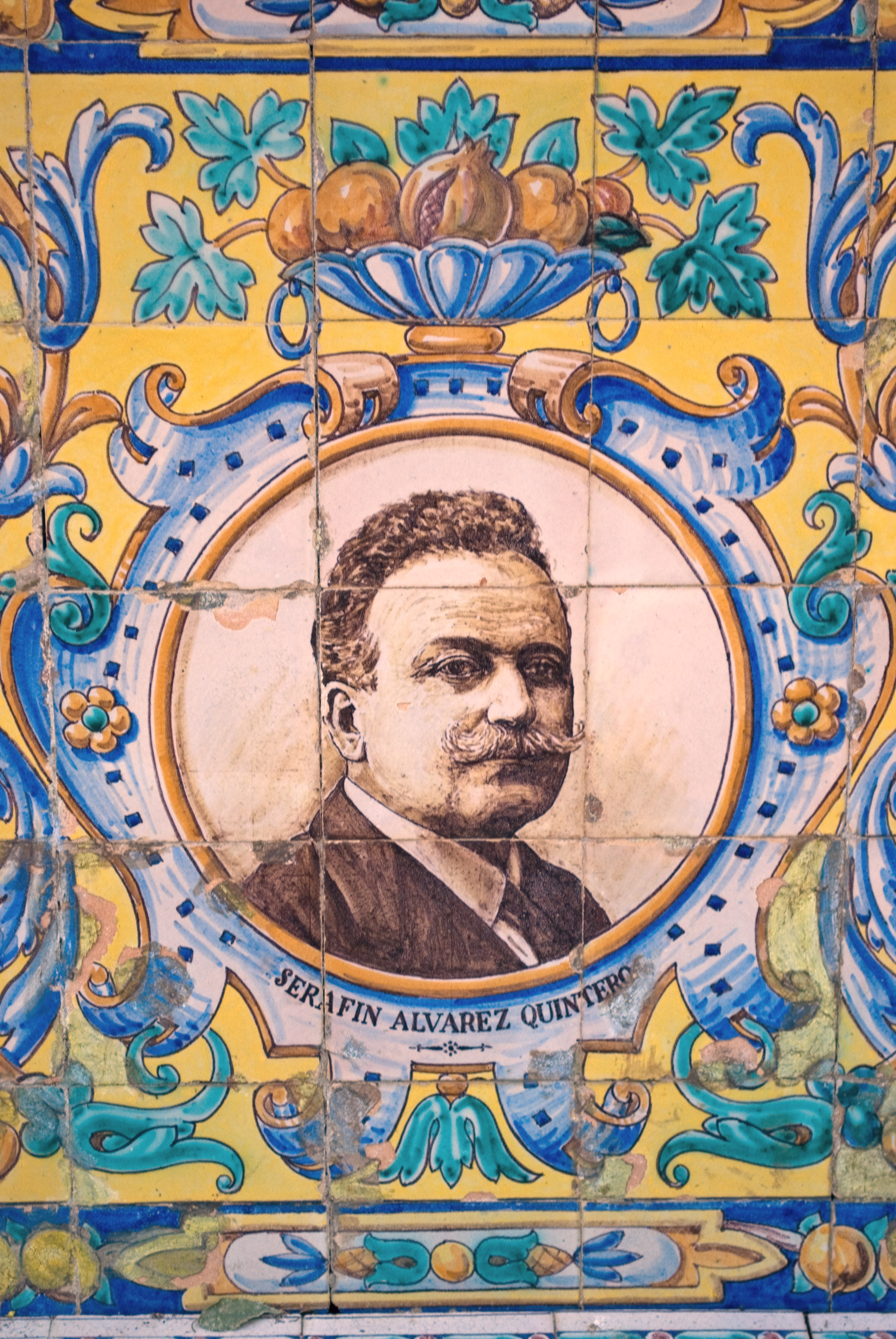
Ritratto di Serafín Álvarez Quintero nella Glorieta Fratelli Álvarez Quintero, del Parco di María Luisa di Siviglia.

Anche se non hanno scritto unicamente commedie (Fortunato, Nena Teruel, Mundo mundillo..., Los leales, Dios dirá, La calumniada, Don Juan, buena persona, Tambor y cascabel, La boda de Quinita Flores, Pasionera, Concha la Limpia, Los mosquitos, Las de Abel, Diana la cazadora, Sábado sin sol, La flor de la vida, Así se escribe la Historia, Amores y amoríos, El centenario, Doña Clarines, Febrerillo, el loco, La casa de García, La rima eterna, Cabrita que tira al monte, Los duendes de Sevilla, Ventolera, 1944 etc.), sainete (Mañana de sol, 1905), libretti di zarzuela (La reina mora, 1903) e pezzi comici, ma anche drammatici (Malvaloca, 1912; Cancionera, 1924), fu in queste che emerse il loro grande talento comico. Complessivamente scrissero circa duecento opere, alcune premiate, come per esempio Los Galeotes, che ricevette il premio della Reale Accademia alla migliore commedia dell'anno. La loro ultima opera congiunta fu La Giralda, zarzuela di José Padilla.

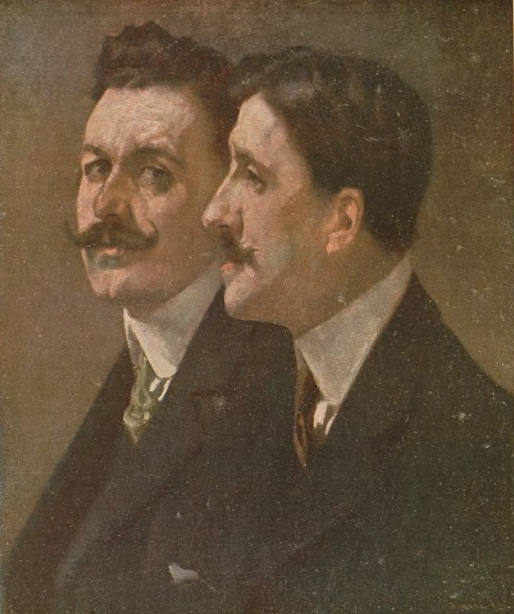
Serafín e Joaquín Álvarez Quintero; ritratto ad olio di Emilio Sala

Molti dei loro pezzi sono di natura educativa, descrivendo il modo di essere delle loro native terre andaluse, ma lasciando da parte la visione cupa e miserabile dei mali sociali; la loro Andalusia è quella della luce e del colore; la loro ideologia è tradizionalista. Secondo Francisco Ruiz Ramón in Historia del Teatro Español Siglo XX (Cátedra, 1995), "i presupposti di base di questo teatro sono quelli di un ingenuo realismo naturalistico". La lingua dei loro pezzi è uno spagnolo raffinato ed elegante passato al setaccio fonico del dialetto andaluso; le loro battute sono belle e di buon gusto, senza mai essere volgari; in questo modo hanno stilizzato e idealizzato il "genere del ragazzo"; la grazia e il sale abbondano e c'è un'autentica vis comica. Sono stati maestri nel dialogo, che è sempre vivace e divertente. È per questo che negli anni 1930, la loro arte venne sfruttata nel cinema, creando varie sceneggiature per i film della mitica Estrellita Castro. Dal punto di vista drammatico non apportarono nessuna novità sostanziale tecnica né strutturale, ma depurarono l'andalucismo della stessa forma che aveva fatto Carlo Arniches con il madrileñismo. Tuttavia, non andarono mai oltre nella loro critica sociale, che si fermava alla tenerezza e al melodramma; insomma le loro sono commedie borghesi che offrono una visione idealizzata e amichevole dell'Andalusia che non disturba lo spettatore medio; la gioia di vivere mette a tacere ogni accenno di drammatico conflitto. È questa gioia di vivere quella che ha salvato il teatro dei fratelli Quintero da implacabili critici come Ramón Pérez di Ayala, Azorín o Luis Cernuda.
Le loro Opere complete vennero edite a Madrid da Fernando Fede e Espasa-Calpe, 1918-1947, in quarantadue volumi.